# Ftan
Ftan (toponimo romancio; in tedesco Fetan, ufficiale fino al 1943) è una frazione di 506 abitanti del comune svizzero di Scuol, nella regione Engiadina Bassa/Val Müstair (Canton Grigioni).

## Geografia fisica
Ftan è situato in Bassa Engadina, sul lato sinistro del fiume Inn. Dista 44 km da Davos, 57 km da Sankt Moritz, 64 km da Landeck e 101 km da Coira. Il punto più elevato del territorio è la cima dell'Augstenberg (3 230 m s.l.m), sul confine con Galtür.

## Storia
Fino al 31 dicembre 2014 è stato un comune autonomo che si estendeva per 43,08 km² e che comprendeva anche le frazioni di Grond e Pitschen; il 1º gennaio 2015 è stato incorporato al comune di Scuol assieme agli altri comuni soppressi di Ardez, Guarda, Sent e Tarasp.

## Monumenti e luoghi d'interesse

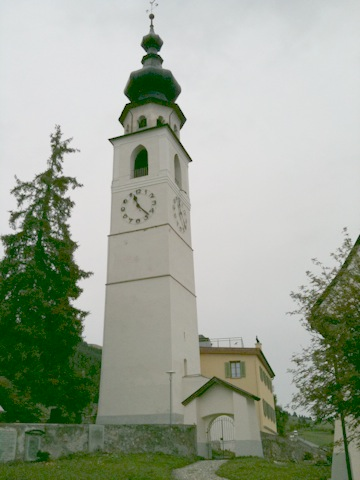
La chiesa riformata

- Chiesa riformata (già chiesa cattolica di San Pietro), attestata dal 1492[1].

## Società

### Evoluzione demografica
L'evoluzione demografica è riportata nella seguente tabella:
Abitanti censiti

## Cultura

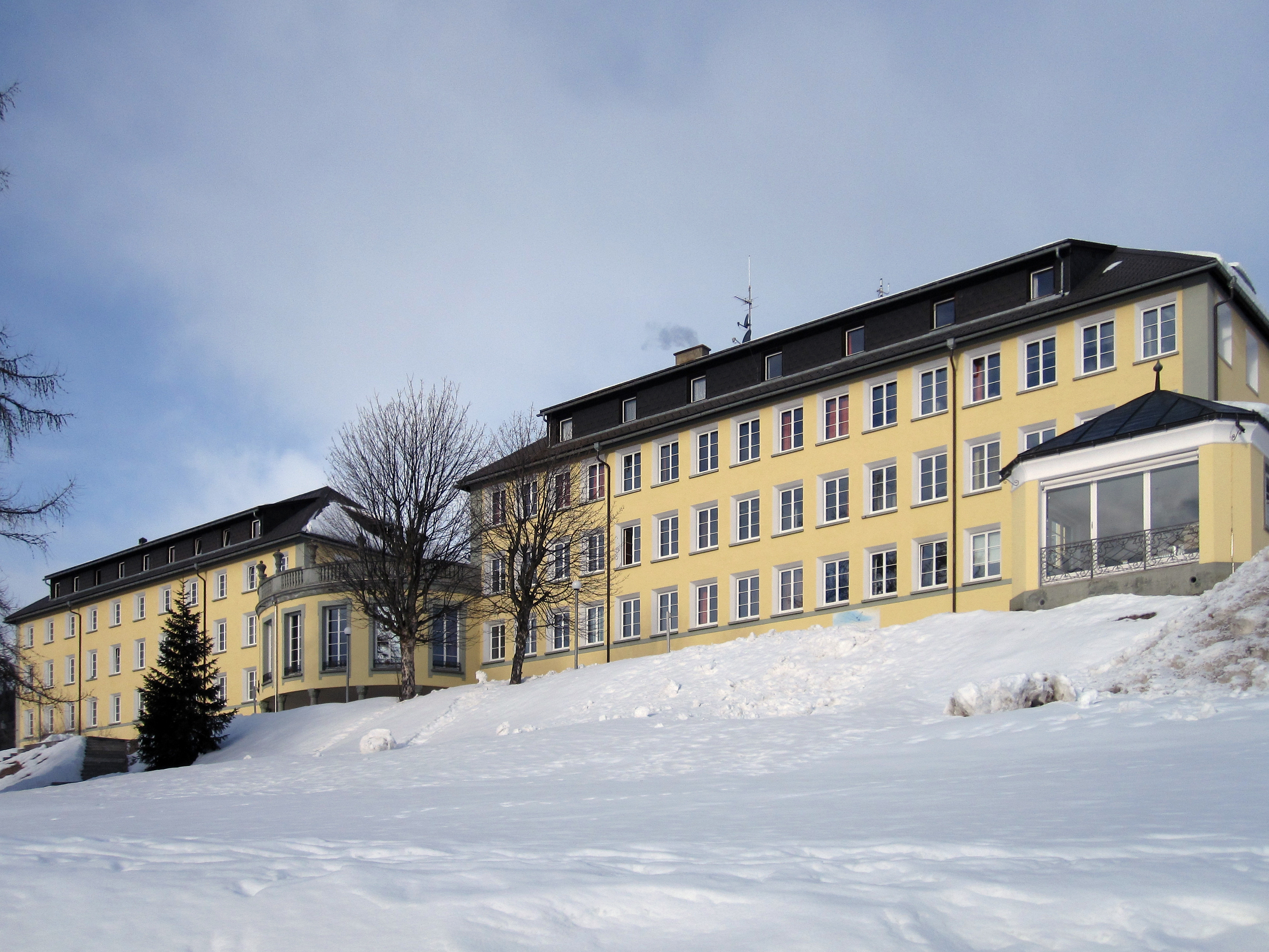
Lo Hochalpines Institut Ftan

Nel 1793 il sacerdote riformato Andrea Rosius à Porta fondò una scuola per ragazzi e ragazze, che restò attivo fino al 1869. Fu influenzato da Ulysses von Salis-Marschlins e Heinrich Pestalozzi. Successivamente, nel 1916, fu fondato l'Istituto Figlie delle Alte Alpi (HTF), prima scuola privata del cantone dei Grigioni; dagli anni 1970 è divenuto una scuola secondaria regionale per entrambi i sessi, con diplomi riconosciuti a livello conffederale, ribattezzata nel 1993 "Hochalpines Institut Ftan".

## Economia
Ftan è una stazione sciistica, sviluppatasi dal 1970.

## Infrastrutture e trasporti

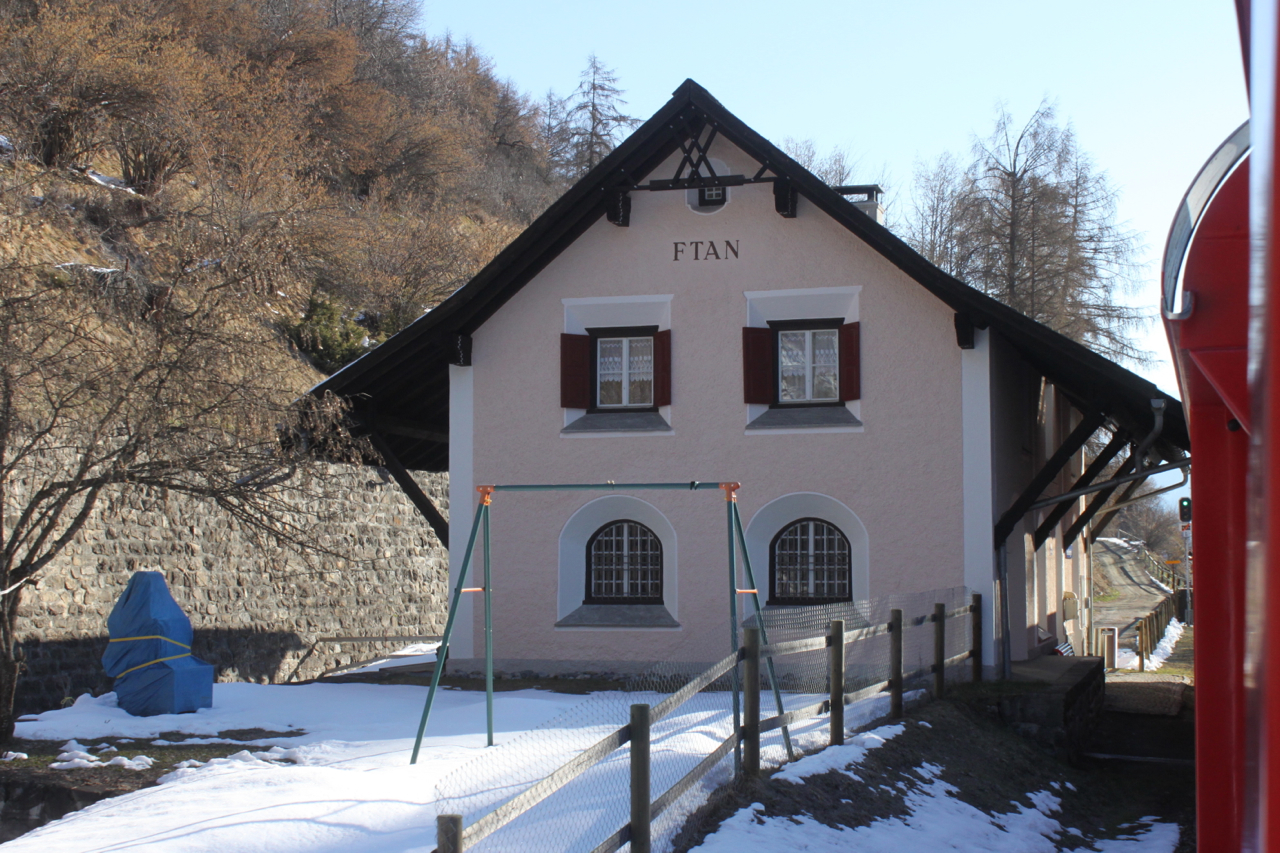
La stazione di Ftan

È servito dalla stazione ferroviaria omonima della Ferrovia Retica, sulla linea Pontresina-Scuol.